# Kitione Taliga
Pas d'image ? Cliquez ici

a Compétitions nationales et continentales officielles uniquement.

b Matchs officiels uniquement.
Dernière mise à jour le 25 mai 2023.
Kitione Taliga, né le 21 avril 1993, est un joueur de rugby à XV et rugby à sept fidjien évoluant au poste d'avant en rugby à sept. International fidjien de rugby à sept depuis 2015, il fait partie de l'équipe qui remporte l'édition 2016 des World Rugby Sevens Series et de l'équipe qui participe aux Jeux olympiques de Rio. Avec celle-ci, il devient champion olympique.

## Biographie
En janvier 2017, Kitione Taliga rejoint le Top 14 et le Stade français comme joker jusqu'à juin 2017. Il ne joue aucun match avec le club parisien lors de son passage.
Plus tard en 2017, il rejoint la nouvelle équipe équipe fidjienne des Fijian Drua, qui est intégrée au championnat australien du NRC. Lors de sa première saison, il joue que quatre rencontres, dont une titularisation.
Il réapparait au niveau professionnel à XV en octobre 2021, lorsqu'il fait son retour chez les Fijian Drua, à l'occasion de leur entrée en Super Rugby pour la saison 2022.